# Théodore Rousseau

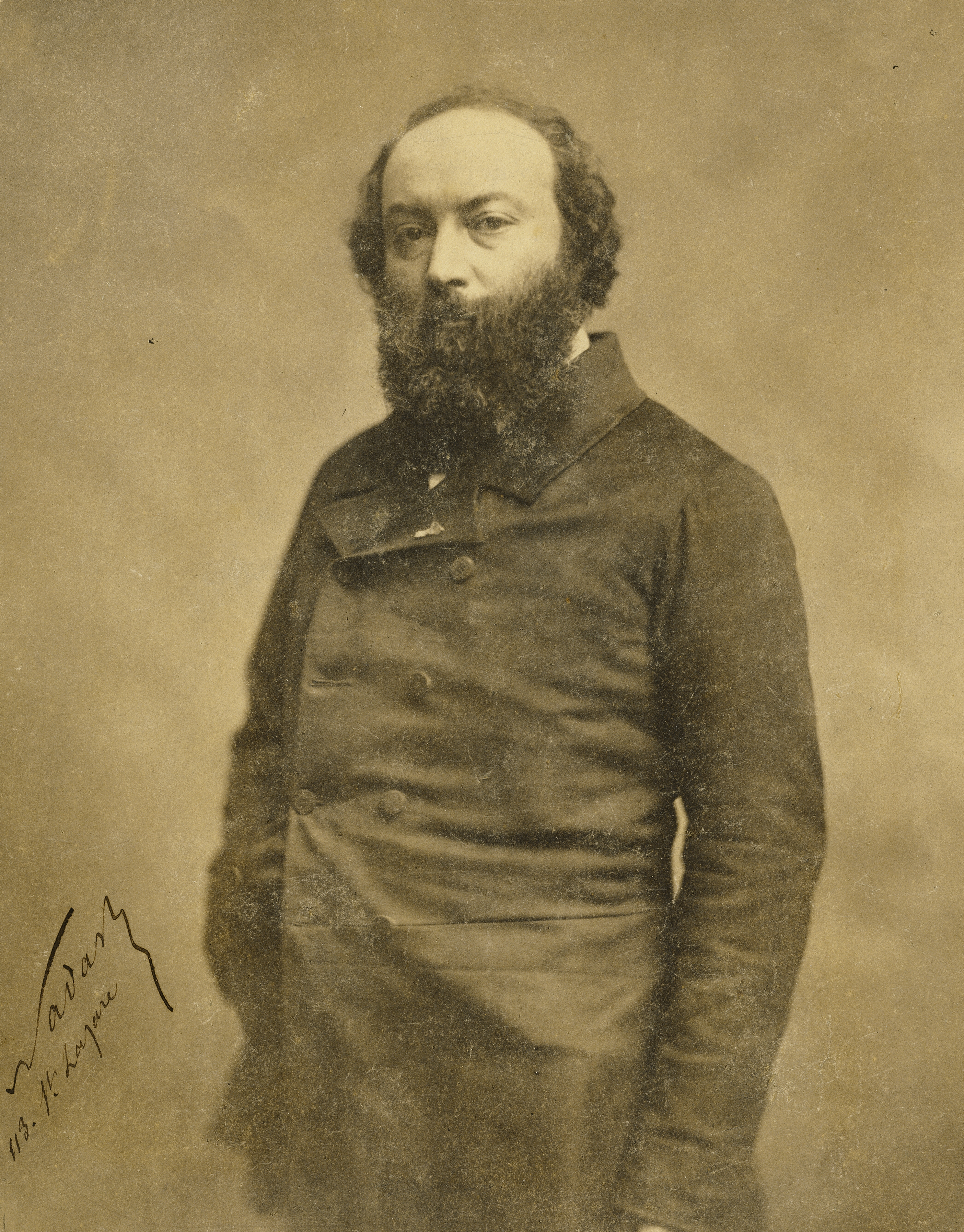
Théodore Rousseau, Foto von Nadar

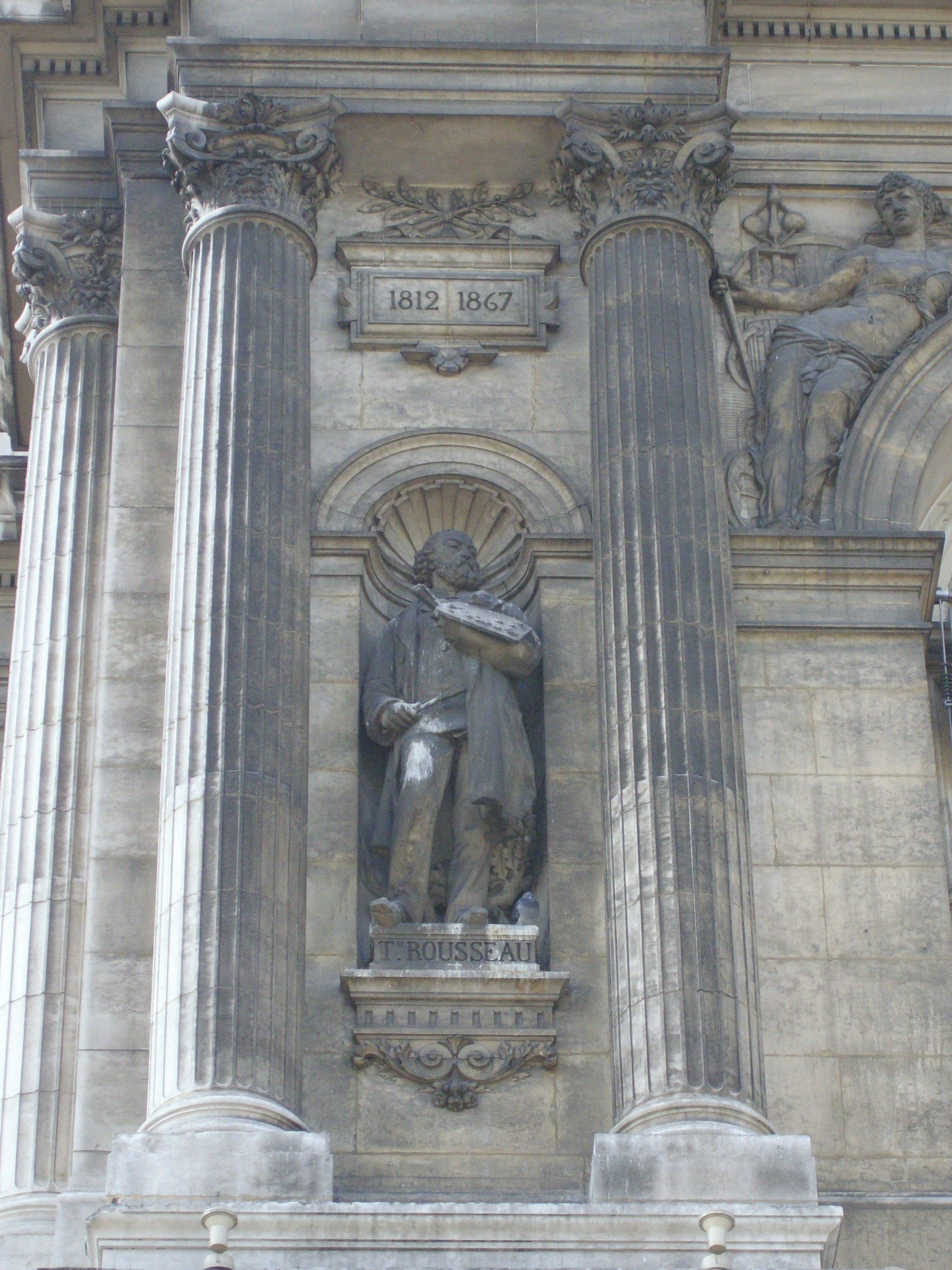
Statue des Malers an der Fassade des Hôtel de Ville in Paris

Etienne Pierre Théodore Rousseau (* 15. April 1812 in Paris; † 22. Dezember 1867 in Barbizon) war ein französischer  Landschaftsmaler und Bruder des weniger bekannten Malers Philippe Rousseau. Er war Gründer der Schule von Barbizon, in der sich die ersten Freilichtmaler zusammenfanden. Sein Werk ist dem Realismus zuzuordnen.

## Leben
Rousseau wurde als Sohn eines Schneiders 1812 in Paris geboren und wuchs in einer freisinnigen und kunstfreundlichen Familie auf. Seinen ersten künstlerischen Unterricht erfuhr er durch seinen Cousin, den Maler Alexandre Pau de Saint-Martin. Mit fünfzehn Jahren nahm ihn der Landschaftsmaler Jean-Charles-Joseph Rémond für zwei Jahre als Schüler auf. 1828 wechselte er in das Atelier des Historienmalers Guillaume Guillon-Lethière und blieb dort bis Ende 1829.
Die im Anschluss daran unternommenen Studienreisen durch die Auvergne und die Normandie schlugen sich in der Thematik seiner Werke nieder.
Im Jahr 1831 reichte der damals 19-jährige Rousseau erstmals ein Gemälde für den Pariser Salon ein. Diese Darstellung einer wilden naturbelassenen Landschaft der Auvergne fand aufgrund der lebendigen Malweise Anerkennung. Da ihm weitere Erfolge in den folgenden vier Ausstellungen des Salons verwehrt blieben, stellte er bis 1849 nicht mehr öffentlich aus.
Rousseau begründete die Gattung der Paysage intime, die die Motive zu ihren Bildern vornehmlich dem Wald von Fontainebleau entlehnte. 1832/33 malte er zum ersten Mal dort in der freien Natur, plein air. Die Wintermonate 1836/37 verbrachte er zusammen mit den Malern Narcisso Virgilio Díaz de la Peña und Claude-Félix-Théodore Aligny in Barbizon. Beeindruckt von der Landschaft kehrte Rousseau jedes Jahr dorthin zurück und ließ sich schließlich 1848 mit seiner Frau dort nieder.
Mit der Zeit scharten sich Kollegen um ihn, die gleich ihm die Natur in der Natur malen wollten. Dadurch entstand mit der Zeit die Schule von Barbizon.
Théodore Rousseau starb im Jahr 1867 im Alter von 55 Jahren in Barbizon. Er ruht auf dem Friedhof von Chailly-en-Bière neben seinem Freund, dem Maler Jean-François Millet.

## Auszeichnungen und Ehrungen
- 1849: Medaille 1. Klasse des Pariser Salons
- 1867: Ehrenmedaille der Pariser Weltausstellung

## Werk
Rousseau trachtete nach einer bis in die Details präzisen Darstellung der Landschaft und war bemüht, ihre Stimmung einzufangen. Durch die Schärfe seiner Beobachtung und ihre realistische Wiedergabe revolutionierte Rousseau die französische Landschaftsmalerei, wurde aber von seinen Zeitgenossen nicht anerkannt.
In der koloristischen Behandlung oft flüchtig und skizzenhaft, in der letzten Zeit dagegen zu detailliert und deshalb minder frisch, üben seine Landschaften doch stets einen tiefen poetischen Reiz aus.

### Werksauswahl

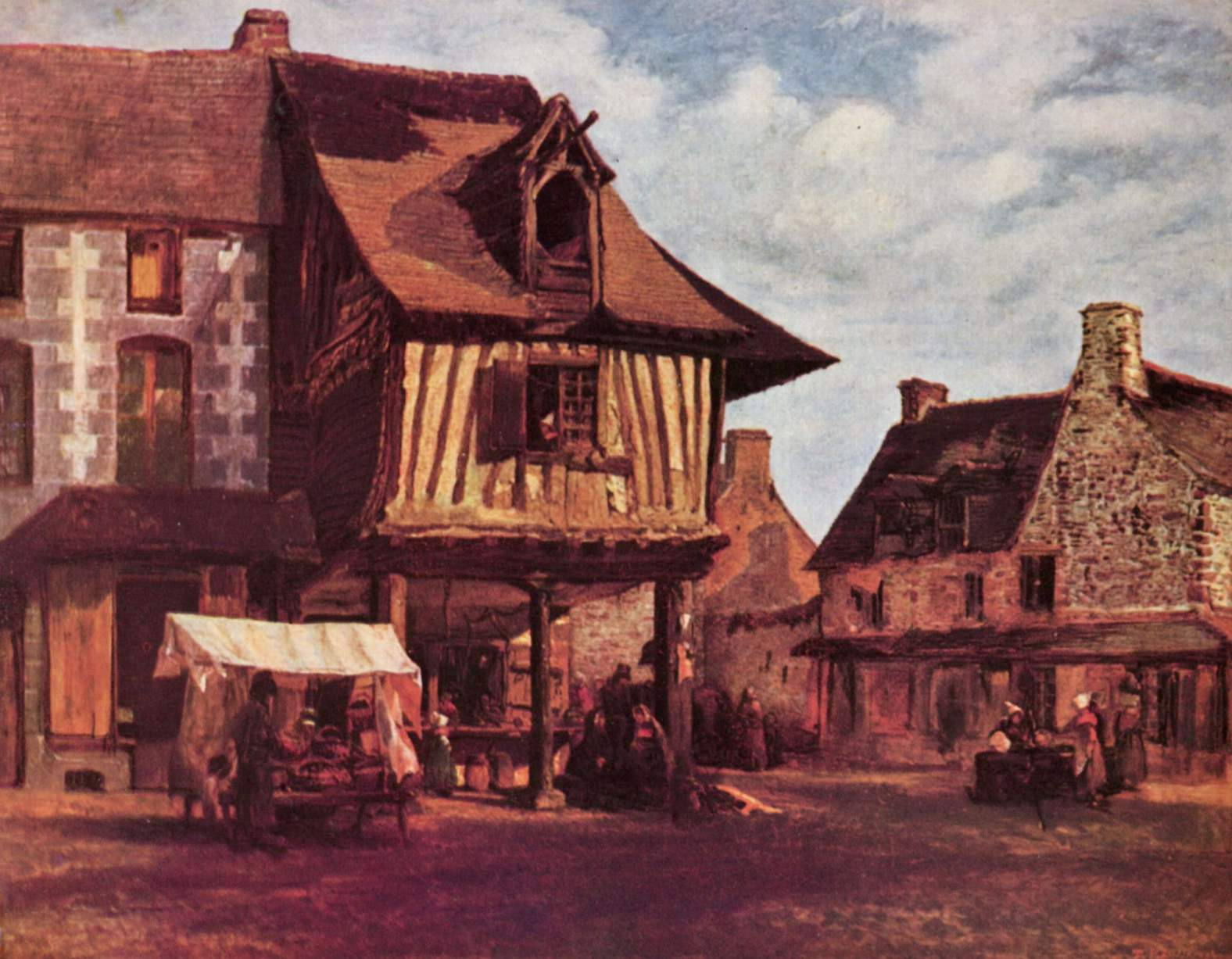
Markt in der Normandie, um 1832, Öl auf Leinwand, 29,5 × 38 cm, Sankt Petersburg, Eremitage
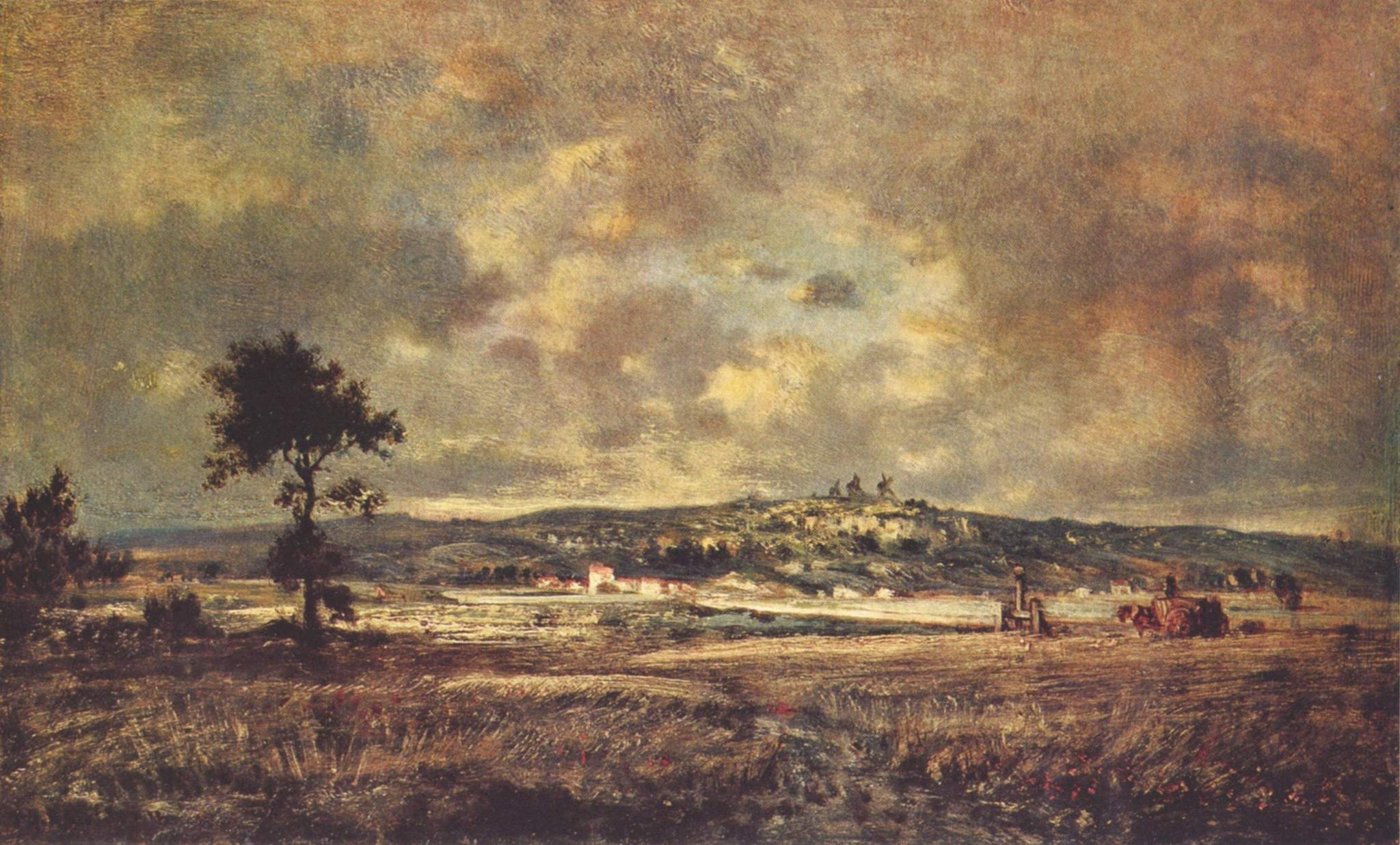
Gewitterstimmung in der Ebene von Montmartre, um 1845/48, 24 × 36 cm, Paris, Musée d’Orsay
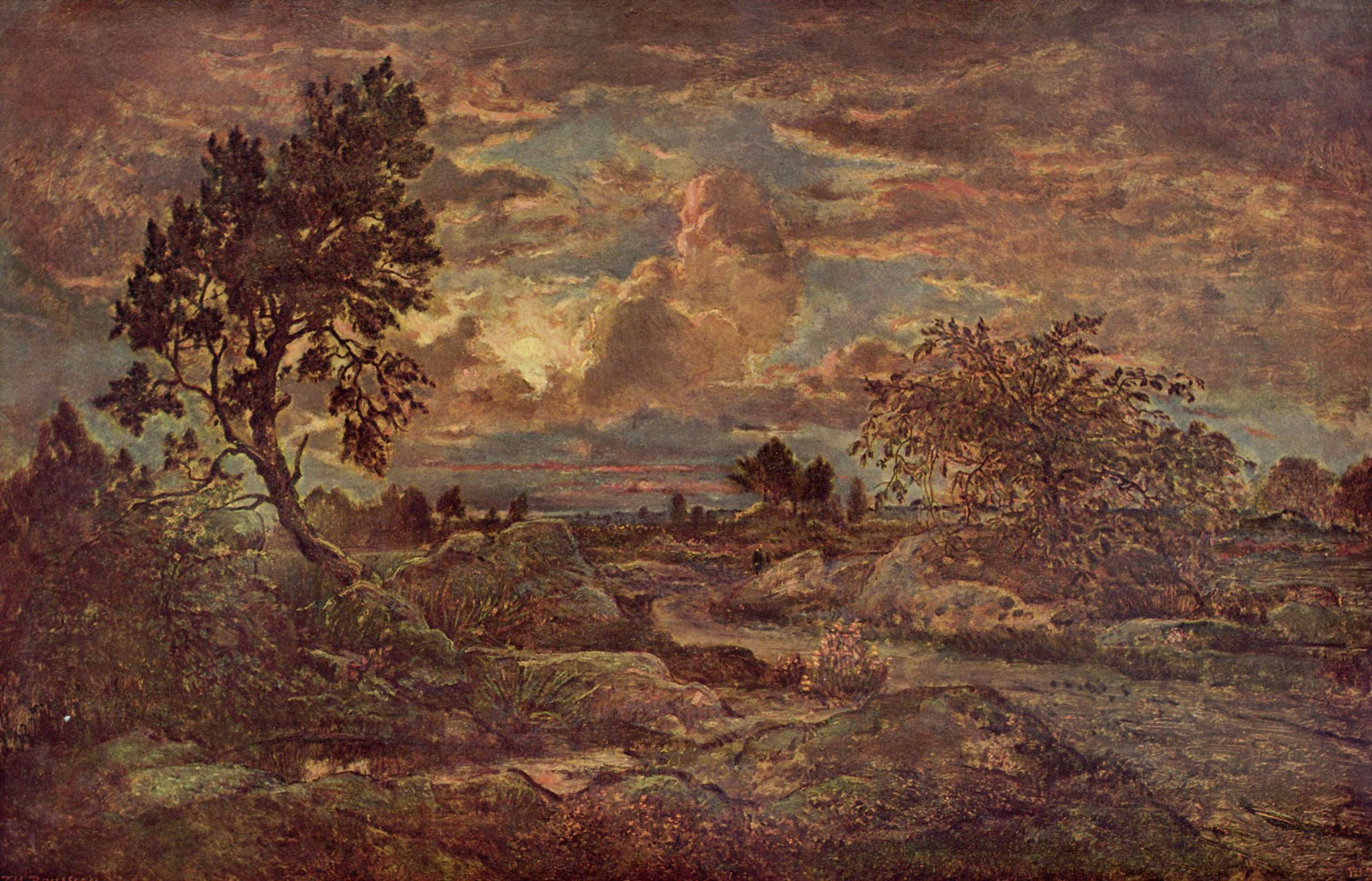
Sonnenuntergang bei Arbonne, um 1845/1846, Öl auf Leinwand, 64 × 99 cm, New York, Metropolitan Museum of Art
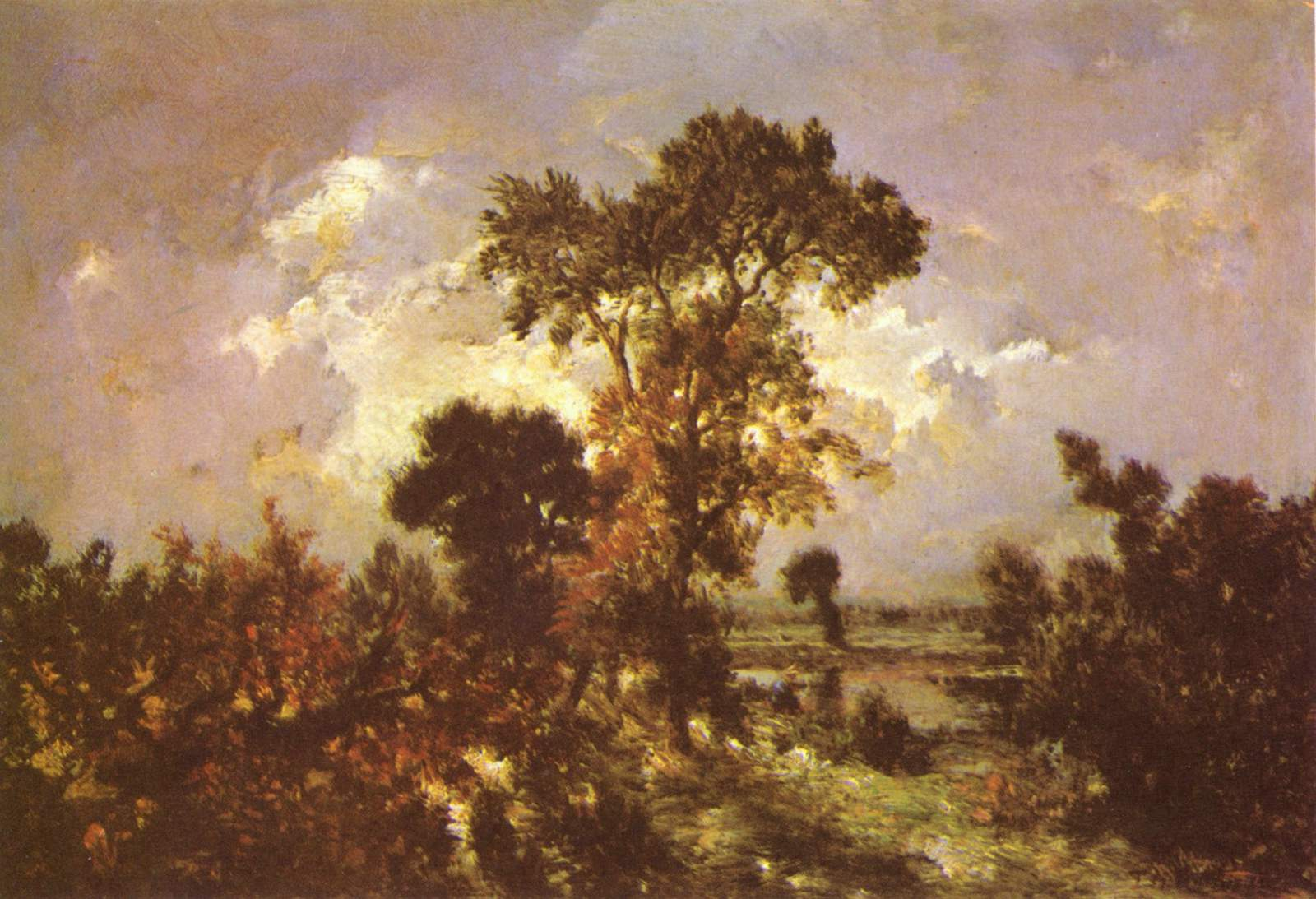
Der kleine Fischer, (frz. Le petit pêcheur), um 1848/49, Öl auf Leinwand, 20,6 × 30,5 cm, Paris, Louvre
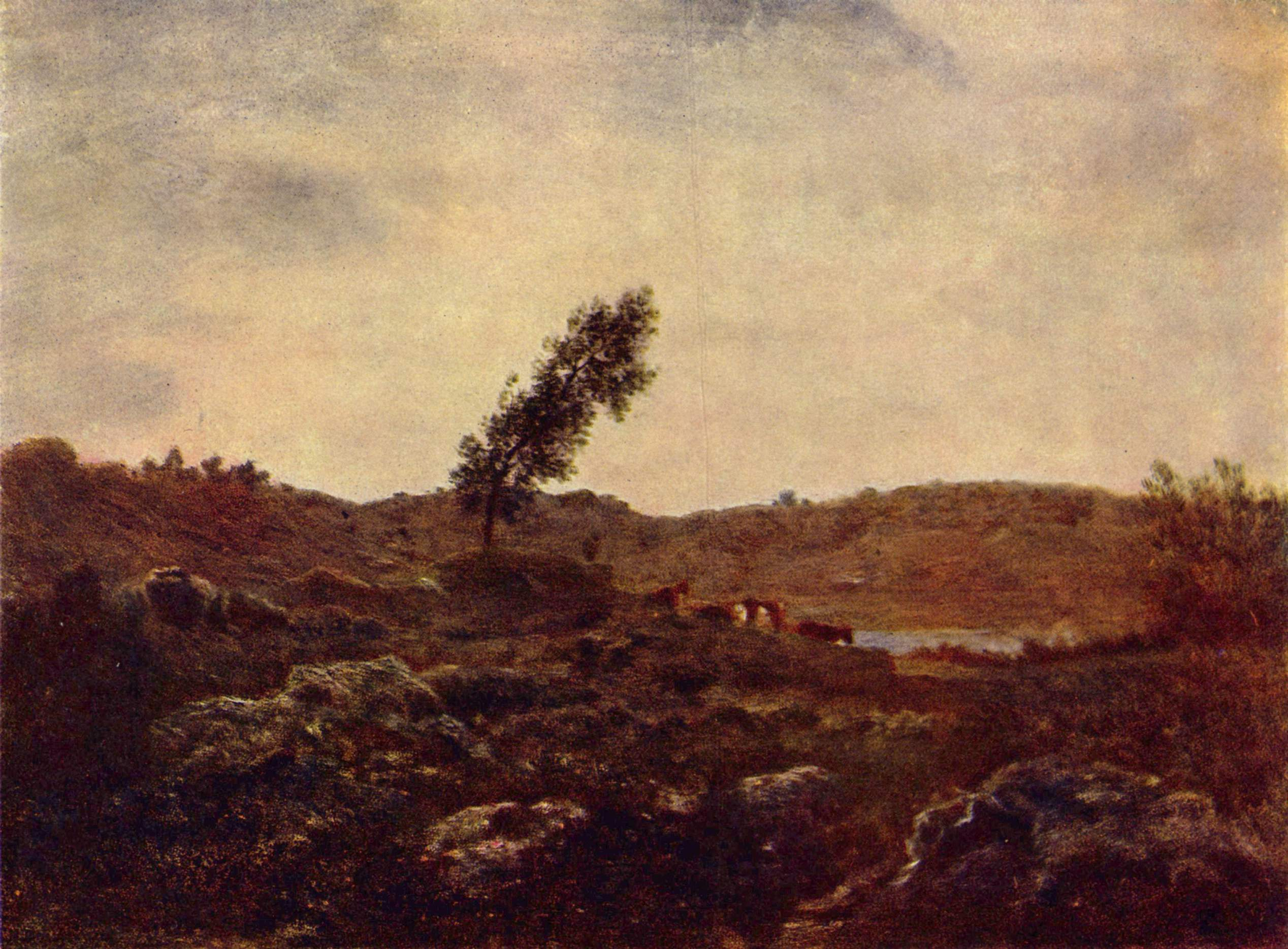
Blick auf Barbizon, um 1850, Öl auf Leinwand, 24 × 32 cm, Moskau, Puschkin-Museum
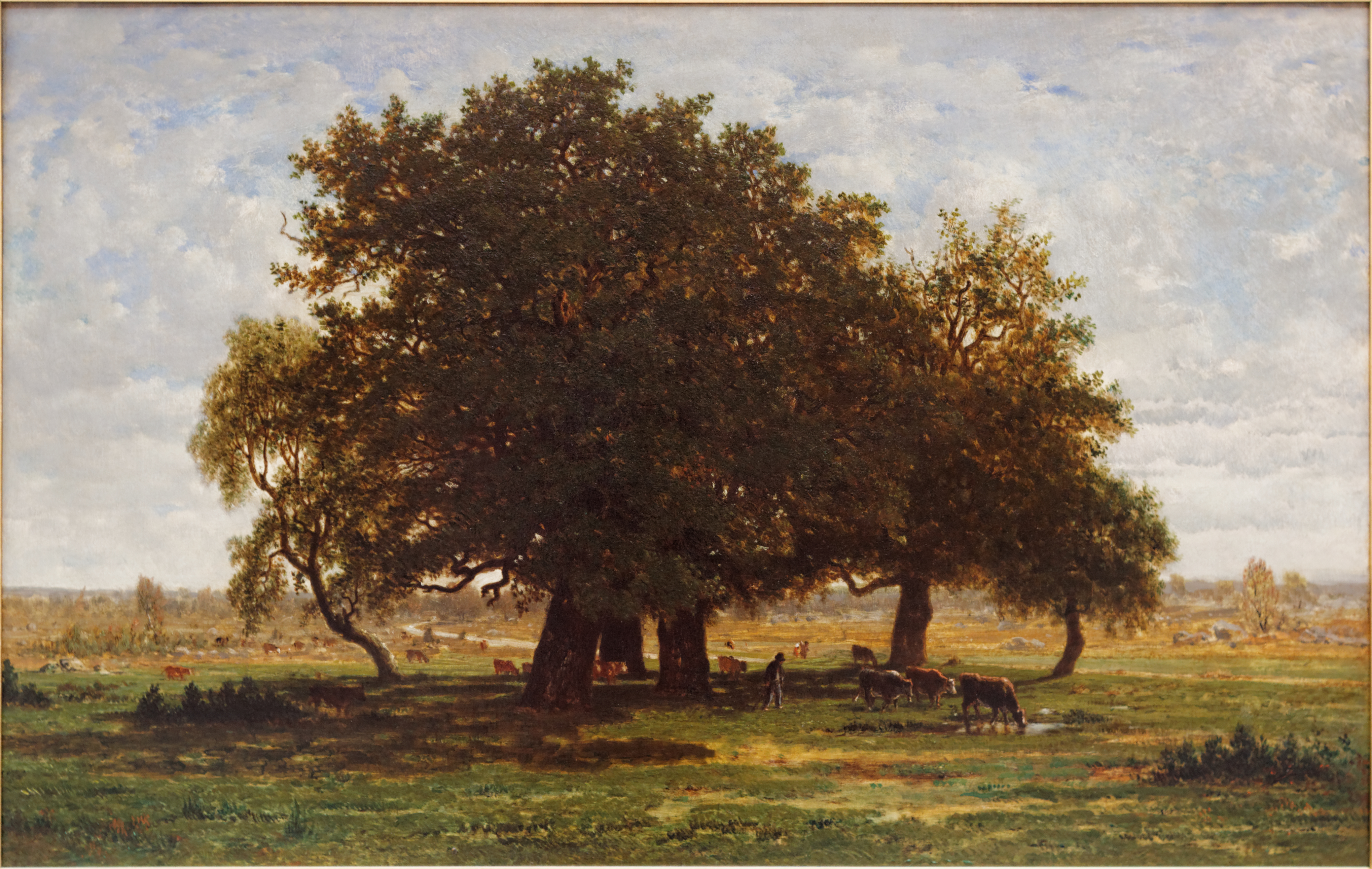
Die Eichen von Apremont, 1852, Öl auf Leinwand, 63,5 × 99,5 cm, Paris, Louvre

- um 1848/49: Ausgang aus dem Wald von Fontainebleau, Sonnenuntergang (frz. Sortie de forêt à Fontainebleau, soleil couchant), Öl auf Leinwand, 142 × 197,5 cm, Paris, Louvre
- 1849: Eine Avenue, Wald von Isle-Adam (frz. Une avenue, forêt de l’Isle-Adam), 101 × 82 cm, Paris, Musée d’Orsay
- 1853: Ein Sumpf in den Landes (frz. Un marais dans les Landes), 63 cm × 97 cm, Paris, Louvre
- um 1850/60: Reisigsuche im Wald von Fontainebleau, Öl auf Leinwand, 54,6 × 65,4 cm, Boston, Museum of Fine Arts